# ミシェル・テアト
ミシェル・テアト（Michel Johann Théato, 1878年3月22日 - 1919年）は、ルクセンブルク出身のフランスの陸上競技選手。1900年パリオリンピックの金メダリストである。

## 経歴
テアトのことについてはあまりよく知られていない。パリのパン屋の御用聞きとして働いていたといわれているが、実際は家具職人として働き、地元の陸上クラブに所属していたというのが正しいところである。
テアトは、1900年パリオリンピックのマラソンに出場。午後2時30分にスタートしたマラソンは、気温が40度になろうかという中おこなわれ、テアトが、2時間59分45秒(40.26km)のタイムで優勝した。しかし、テアトの優勝に対して、何人かのランナーから疑問が出された。4時間4分12秒で5位でゴールしたアメリカのアーサー・ニュートンは、テアトは仕事で覚えたパリの通りの知識を活かしコースをショートカットしたと主張。また、同様の主張はオリンピック歴史家からも出されている。
長い間、テアトはフランス人と考えられてきた。しかし20世紀の終わりになって、彼はルクセンブルク出身の選手であることが発見された。そうであれば、テアトはルクセンブルク初の金メダリストとなるところであるが、国際オリンピック委員会は、テアトはフランス代表として出場したものであり、フランスが獲得したメダルであるとしている。